# Krzysztof Saczka
Krzysztof Saczka (ur. 3 kwietnia 1970 w Klęczanach) – polski inżynier informatyk, urzędnik państwowy, w latach 2020–2024 w.z. Głównego Inspektora Sanitarnego.

## Życiorys
Urodził się 3 kwietnia 1970 w Klęczanach. Ukończył studia na Wydziale Inżynierii Elektrycznej i Komputerowej Politechniki Krakowskiej ze specjalizacją w elektronicznych urządzeniach sterowania, a w 2005 ukończył z wyróżnieniem informatykę na Wydziale Elektrotechniki, Automatyki, Informatyki i Elektroniki Akademii Górniczo-Hutniczej w Krakowie.
Ponadto ukończył studia podyplomowe w zakresie zarządzania projektami europejskimi i informatycznymi na AGH w Krakowie oraz audytu wewnętrznego i kontroli zarządczej w jednostkach sektora finansów publicznych i studiów menedżerskich z przywództwa, przedsiębiorczości i partnerstwa na SGH w Warszawie.
Na początku kariery zawodowej pracował m.in. w ZNTK Nowy Sącz i SP ZOZ w Nowym Sączu, a od 2001 Oddziale Zakładu Ubezpieczeń Społecznych w Nowym Sączu. Od 15 lutego 2010 r. sprawował funkcję zastępcy dyrektora tej instytucji, zaś 1 lipca następnego roku został objął stanowisko dyrektora Oddziału. Z dniem 30 listopada 2016 został zwolniony z funkcji wraz ze wszystkimi dyrektorami oddziałów w całej Polsce, gdy zarząd ZUS zdecydował o przeprowadzeniu postępowań konkursowych na wszystkie stanowiska dyrektorskie. Jeszcze w tym samym roku wygrał postępowanie konkursowe na stanowisko dyrektora Oddziału ZUS w Nowym Sączu i ponownie objął funkcję. W Oddziale ZUS w Nowym Sączu uruchomił m.in. jedno z 6 w Polsce Centrum Obsługi Telefonicznej dla klientów ZUS z całej Polski. Po wygaśnięciu trzyletniej umowy dyrektorskiej odszedł ze stanowiska.
15 września 2020 minister zdrowia Adam Niedzielski powołał go na zastępcę Głównego Inspektora Sanitarnego, powierzając zadanie elektronizacji tej instytucji. 20 listopada tego samego roku tymczasowo przejął obowiązki Jarosława Pinkasa po jego rezygnacji z funkcji Głównego Inspektora Sanitarnego. Ze względu na nieodpowiednie wykształcenie nie mógł zostać powołany na stanowisko pełnoprawnego Głównego Inspektora Sanitarnego. Jego następca, Paweł Grzesiowski, został mianowany dopiero 17 czerwca 2024 r. przez premiera Donalda Tuska.